# Gamaster guillei
Gamaster guillei is een zakpijpensoort uit de familie van de Molgulidae. De wetenschappelijke naam van de soort is voor het eerst geldig gepubliceerd in 1994 door Monniot.